# Grimshaw (Alberta)
Pour les articles homonymes, voir Grimshaw.
Grimshaw est une ville (town) de Peace No 135, située dans la province canadienne d'Alberta.

## Démographie
En tant que localité désignée dans le recensement de 2011, Grimshaw a une population de 2 515 habitants dans 984 de ses 1093 logements, soit une variation de -0.9% avec la population de 2006. Avec une superficie de 7,206 3 km2, la ville possède une densité de population de 349,000 2 hab/km2 en 2011.
Concernant le recensement de 2006, Grimshaw abritait 2 537 habitants dans 984 de ses 1047 logements. Avec une superficie de 7,206 3 km2, la ville possédait une densité de population de 352,1 hab/km2 en 2006.
| 2001  | 2006  | 2011  | 2016  |
| ----- | ----- | ----- | ----- |
| 2 435 | 2 537 | 2 515 | 2 718 |